# Нортън Шорс
Нортън Шорс (на английски: Norton Shores) е град в Югозападен Мичиган, Съединени американски щати. Разположен е на брега на езерото Мичиган. Населението му е 24 501 души (по приблизителна оценка от 2017 г.).
В Нортън Шорс е роден дипломатът Джон Байърли (р. 1954).